# 锡尔宁
锡尔宁是奥地利上奥地利州施泰尔兰县的一个市镇。总面积38.2平方公里，总人口8984人，人口密度235.2人/平方公里（2005年）。